# Zirkonium-94
Zirkonium-94 of 94Zr is een stabiele isotoop van zirkonium, een overgangsmetaal. Het is een van de vier stabiele isotopen van het element, naast zirkonium-90, zirkonium-91 en zirkonium-92. De abundantie op Aarde bedraagt 17,38%. De isotoop wordt ervan verdacht via een dubbel bètaverval te vervallen tot de stabiele isotoop molybdeen-94. De vervalenergie bedraagt 1142,87 keV. Zirkonium-94 heeft echter een halfwaardetijd van meer dan 110 biljard jaar en kan dus de facto als stabiel worden beschouwd. Dit omdat de halfwaardetijd honderden miljoenen malen groter is dan de leeftijd van het universum.
Zirkonium-94 ontstaat onder meer bij het radioactief verval van yttrium-94.
77Zr · 78Zr · 79Zr · 80Zr · 81Zr · 82Zr · 83Zr · 84Zr · 85Zr · 85mZr · 86Zr · 87Zr · 87mZr · 88Zr · 89Zr · 89mZr · 90Zr · 90m1Zr · 90m2Zr · 91Zr · 91mZr · 92Zr · 93Zr · 94Zr · 95Zr · 96Zr · 97Zr · 98Zr · 99Zr · 100Zr · 101Zr · 102Zr · 103Zr · 104Zr · 105Zr · 106Zr · 107Zr · 108Zr · 109Zr · 110Zr · 111Zr · 112Zr